# متعب وشادية (فلم)
متعب وشادية فيلم مصري من إنتاج عام 2013.

## القصة
تدور قصة الفيلم حول شاب يدعى متعب وفتاة تدعى شادية، يتقابلا مصادفة بالمولد ويتخذان منه ملجأ لهما من صدامات الحياة ويواجها ظروف الحياة معا، وذلك بعد أن يقعا في حب بعضهما.

## بطولة
- أشرف مصيلحي
- علياء كيبالي
- تتيانا
- سعيد صالح
- أحمد بدير
- عايدة رياض
- محمد شرف

## روابط خارجية
- مقالات تستعمل روابط فنية بلا صلة مع ويكي بيانات